# Naga (Camarines Sur)
Naga è una città componente delle Filippine, situata nella Provincia di Camarines Sur, nella Regione del Bicol.
Naga è formata da 27 baranggay:
- Abella
- Bagumbayan Norte
- Bagumbayan Sur
- Balatas
- Calauag
- Cararayan
- Carolina
- Concepcion Grande
- Concepcion Pequeño
- Dayangdang
- Del Rosario
- Dinaga
- Igualdad Interior
- Lerma

- Liboton
- Mabolo
- Pacol
- Panicuason
- Peñafrancia
- Sabang
- San Felipe
- San Francisco (Pob.)
- San Isidro
- Santa Cruz
- Tabuco
- Tinago
- Triangulo